# La Fête sauvage
La Fête sauvage ( The Wild Nation ) é a banda sonora original do compositor grego Vangelis (como Vangelis Papathanassiou em alguns lançamentos) usada no documentário de 1975 sobre a vida selvagem animal La Fête Sauvage, de Frédéric Rossif.

## Faixas
1. "La Fête selvagem I" – 18:12
2. "La Fête selvagem II" – 20:18

La Fête sauvage é a uma banda sonora mais voltada para a world music de Frédéric Rossif, em comparação com o álbum mais eletrónico/ambiente/espacial L'Apocalypse des animaux lançado em 1973, e o altamente melódico "clássico som de Vangelis" que pode ser escutado no álbum Opéra sauvage lançado em 1979.
A primeira parte do álbum apresenta uma mistura de eletrónica, percussão, sons de animais e cantos tribais que evocam diretamente a natureza do projeto do filme. A segunda parte avança para um território mais familiar de Vangelis, com exuberantes paisagens sonoras eletrónicas e melodias doces, mas ainda assim de acordo com os temas do filme.
O canto e a percussão foram executados por vários músicos que Vangelis convidou para seu estúdio.
O documentário contém muito mais músicas do que as disponíveis no álbum, algo comum nas trilhas sonoras de Vangelis.

## Créditos
Música escrita, arranjada e produzida por Vangelis Papathanassiou.
Engenheiro de som: Keith Spencer Allen
Outros nomes creditados são:
- D.A. Adams King Potato
- Lofty Amao
- Idris Baba
- Ben Da Doo
- E. Lord Eric
- Lartey Ottoo
- Paul Jeffery
- Vana Veroutis (vocais)

## Curiosidades
- Um single foi extraído do álbum - Thème d'amour / Générique, (EMI/Pathe Marconi France).
- O álbum foi gravado apenas três meses depois de Heaven and Hell em 1975. 1 2
- O filme não traz a atuação vocal de destaque de Vana Veroutis que está no álbum.
- A edição em CD de 1992 (pelo selo CAM) dividiu o álbum em duas faixas, mas erroneamente começa com a última metade de Ignacio em vez da primeira metade de La Fête sauvage . Mais tarde, um novo lançamento mudou a ordem das faixas, mas ainda errou na parte de Ignacio. CAM finalmente corrigiu seu erro com um relançamento em 1992.
- O Boards Of Canada fez um sample de um pequeno trecho da faixa "La Fête sauvage I" em sua música "Happy Cycling", do álbum Music Has the Right to Children . Especificamente, os chamamentos de gaivota que são ouvidos às 2h43. 3 4
- A SNCF utilizou uma parte adaptada da faixa "La Fête sauvage I" como promoção de lançamento para os então novos serviços de TGV de alta velocidade em 1981. 5

## O documentário
35 milímetros, cor
Lançado na França em 1976
Duração: 89 minutos
Produtora: Michelle Wiart
Produzido por Télé Hachette e Rafran Cinématografica spa
Até recentemente, o filme estava disponível apenas em VHS, pela Belgium Production Video (PAL) e Cassette Video Hachette (SECAM). Em setembro de 2014, o filme foi disponibilizado em versão restaurada em DVD ou Blu-Ray. Particularmente interessante para os fãs de Vangelis, o novo lançamento contém a versão M&E (Música e efeitos) do filme, sem a voz narrativa. Isto torna possível desfrutar de uma grande seleção de músicas ouvidas no filme, mas não disponíveis de outra forma.

## Versões do álbum
LP
1975, EMI/Pathe Marconi 2C066/14276, França
1975, Barclay 200.332, França
1975, CAM Y900.056, França
1975, CAM 6905, Canadá
1976, CAM SAG 9096, Itália
1979, CAM SPL1-7175, Espanha
1977, Polydor 2421100, Grécia
1978, RCA PL-30036, Alemanha Ocidental
1979, EGG GP 711, Japão
1983, CAM LCM 233451, Itália (2LP, junto com Entends-tu les chiens aboyer ? )
1987, LupSom 2LL2.001, Brasil (2LP, junto com Entends-tu les chiens aboyer ? )
CD
CAM 13071–2, França
CAM CSE 067, Itália
CAM CSE 800–067, Itália
CAM 493 206–2, Itália
CAM 474493, Espanha
Barclay 823 756–2, Alemanha Ocidental/EUA
Polydor 841 198–2, Alemanha Ocidental